# Крисне
Крисне́ (фр. Crisnée, валлон. Crusnêye / Cruchnêye, нидерл. Gerstenhoven) — коммуна в Валлонии, расположенная в провинции Льеж, округ Варем. Принадлежит Французскому языковому сообществу Бельгии. На площади 16,83 км² проживают 2793 человека (плотность населения — 166 чел./км²), из которых 48,80 % — мужчины и 51,20 % — женщины. Средний годовой доход на душу населения в 2003 году составлял 13 714 евро.
Почтовый код: 4367. Телефонный код: 04.